# Rio Buciniş (Şaru)
O Rio Buciniş é um rio da Romênia afluente do Rio Şaru, localizado no distrito de Suceava.